# Массовое убийство в Цетине (2025)
В среду 1 января 2025 года во второй половине дня в черногорском городе Цетине произошло массовое убийство, в результате которого погибло более десяти человек. После драки в кафе (по другим данным, в баре или ресторане) мужчина, идентифицированный как Ацо Мартинович, вернулся туда с оружием и начал стрельбу, убив, по меньшей мере, семь человек и ранив других. Затем он убил двух детей и женщину на улице, прежде чем оставил пистолет и скрылся с места происшествия. Во время попытки задержания полицией Ацо выстрелил в себя и умер по дороге в больницу.

## События
Радио и телевидение Черногории сообщило, что местный житель Ацо Мартинович был в кафе, где между ним и одним из посетителей произошёл конфликт. Подозреваемый пришёл к себе домой, где взял пистолет, вернулся в кафе и начал стрельбу. После этого он покинул кафе и отправился в район Хумци, где убил детей владельца кафе, в котором произошла стрельба, и женщину.

## Погибшие и пострадавшие
Глава МВД Черногории сообщил, что погибло минимум десять человек, двое из которых дети. Их отец был владельцем кафе, где произошла стрельба, он также погиб. Кроме того, подозреваемый убил членов своей семьи. 9 января один пострадавший скончался от полученных травм, в результате чего число погибших возросло до тринадцати.

## Подозреваемый
В совершении преступлении подозревается Ацо Мартинович. Ему удалось скрыться с места стрельбы. Ацо известен как человек, склонный к агрессивному поведению, ранее он задерживался полицией за незаконное хранение оружия. Ацо попытался застрелить себя во время своего задержания полицией, вследствие чего умер по дороге в больницу.

## Последствия
3 января 2025 года премьер-министр Черногории Милойко Спаич провел заседание Совета национальной безопасности. На заседании обсуждались новые правила владения оружием в стране. Согласно новым правилам, до 1 января 2026 года все владельцы оружия должны пройти дополнительное психологическое обследование. В противном случае их лицензии будут аннулированы. Граждане, незаконно хранящие оружие, обязаны сдать его в течение двух месяцев. За несоблюдение этого требования предусмотрены значительные штрафы.
В тот же день в столице Черногории Подгорице состоялся митинг у здания правительства. Участники акции протеста выразили недовольство политикой властей в сфере контроля за оборотом оружия, обвинив их в неэффективности.

## Реакция

### Внутренняя
Правительство Черногории объявило трёхдневный траур.

### Международная
- Сербия: Президент Сербии Александр Вучич выразил соболезнования президенту Черногории, назвав важным поддержу пострадавших и их близких, и призвал бороться за общество, где ценности стоят выше насилия. Также Вучич предложил всяческую помощь государственным органам Черногории[11]. Правительство Сербии объявило 5 января 2025 года днём траура[12].